# Macaranga bancana
Macaranga bancana är en törelväxtart som först beskrevs av Friedrich Anton Wilhelm Miquel, och fick sitt nu gällande namn av Johannes Müller Argoviensis. Macaranga bancana ingår i släktet Macaranga och familjen törelväxter. Inga underarter finns listade i Catalogue of Life.